# Lipotriches pachypoda
Lipotriches pachypoda är en biart som först beskrevs av Cockerell 1920.  Lipotriches pachypoda ingår i släktet Lipotriches och familjen vägbin. Inga underarter finns listade i Catalogue of Life.